# Li Yaxuan
Li Yaxuan (chinesisch 李亚轩 Lǐ Yàxuān; * 11. Januar 2006) ist eine chinesische Leichtathletin, die sich auf den Langstreckenlauf spezialisiert hat.

## Sportliche Laufbahn
Erste internationale Erfahrungen sammelte Li Yaxuan im Jahr 2023, als sie bei den U18-Asienmeisterschaften in Taschkent in 2:10,47 min die Goldmedaille im 800-Meter-Lauf gewann. Ende September startete sie über 10.000 Meter bei den Asienspielen in Hangzhou und belegte dort in 33:42,25 min den vierten Platz. Im Jahr darauf siegte sie in 9:12,79 min im 3000-Meter-Lauf bei den U20-Asienmeisterschaften in Dubai und gewann auch über 5000 Meter in 16:34,82 min die Goldmedaille.
2023 wurde Li chinesische Meisterin im 10.000-Meter-Lauf sowie Hallenmeisterin über 1500 Meter.

## Persönliche Bestleistungen
- 800 Meter: 2:07,68 min, 15. August 2022 in Qinhuangdao
  - 800 Meter (Halle): 2:16,21 min, 28. Februar 2023 in Chengdu
- 1500 Meter: 4:19,61 min, 15. August 2022 in Qinhuangdao
  - 1500 Meter (Halle): 4:24,27 min, 24. Februar 2023 in Chengdu
- 3000 Meter: 9:12,79 min, 24. April 2024 in Dubai
  - 3000 Meter (Halle): 9:15,08 min, 25. Februar 2023 in Chengdu
- 5000 Meter: 15:48,49 min, 9. Mai 2023 in Qinhuangdao
- 10.000 Meter: 33:25,07 min, 29. Juni 2023 in Shenyang